# Amblyglyphidodon indicus
Espèce
Amblyglyphidodon indicus est une espèce de perciforme découverte en 2002. On la trouve dans l'océan Indien, en Indonésie, aux Maldives. Il mesure jusqu'à 8,3 cm.